# Hospital San Juan de Dios (La Serena)
El Hospital San Juan de Dios de La Serena es un establecimiento de salud público chileno, ubicado en la capital de la Región de Coquimbo. Es el hospital más antiguo de la zona.

## Historia
El primer centro asistencial construido en La Serena fue el Hospital de Nuestra Señora de la Asunción, fundado el 14 de agosto de 1549, y que estaba ubicado en la cuadra ubicada al poniente de la Plaza de Armas, en la que actualmente es la avenida Pedro Pablo Muñoz. Hacia 1683 la estructura del edificio que lo albergaba se encontraba deteriorada, por lo que se decidió reedificar el hospital. Sin embargo, las obras fueron paralizadas ese mismo año y recién una década después se retomaron los trabajos.
En 1700, la Orden Hospitalaria de San Juan de Dios, proveniente de Lima, entrega al Cabildo de La Serena una petición para instalar un nuevo hospital que reemplazara al deteriorado edificio de Nuestra Señora de la Asunción. Sin embargo, recién el 5 de mayo de 1745 se decreta oficialmente la fundación del Hospital San Juan de Dios. Este se levantó en el sitio que ocupa hasta la actualidad, en la cuadra comprendida por las calles Balmaceda, Juan de Dios Pení, Larraín Alcalde y Anfión Muñoz.
El 10 de julio de 1828 se decretó la construcción de un nuevo edificio del hospital, que contaba con dos enfermerías, una habitación para un sirviente, otra para un enfermero y dos cocinas. En 1860 el hospital fue demolido para que se iniciara su reconstrucción, a partir de la cual se amplió el terreno edificado. Ese mismo año las hermanas de la Caridad de San Vicente de Paul se hacen cargo del hospital.
En 1948 durante el Plan Serena se inició la construcción del actual edificio que alberga al Hospital San Juan de Dios. Dicha estructura fue inaugurada el 7 de marzo de 1952 por el presidente Gabriel González Videla. 17 años después, el 10 de marzo de 1969, un incendio destruye la edificación que estaba ubicada en la calle Juan de Dios Pení. A raíz del siniestro fue construido un nuevo consultorio en el ala norte del hospital en 1970.
El terremoto de Coquimbo de 1975 dañó seriamente los sectores más antiguos del hospital, especialmente el ala sur. A raíz de esto se inició en 1981 el proceso de normalización del Hospital San Juan de Dios, la cual se desarrolló en cinco etapas, que incluían remodelaciones y construcciones de nuevas secciones. Dicho proceso concluyó oficialmente en 1998.
Además, posee un convenio con la Universidad Católica del Norte para la realización de prácticas profesionales por parte de los alumnos de la Facultad de Medicina de dicha institución.